# Le Roux (Ardèche)
Le Roux [lə ʁu] ist ein Dorf und eine Gemeinde im französischen Département Ardèche in der Region Auvergne-Rhône-Alpes. Die Gemeinde gehört zum Kanton Haute-Ardèche im Arrondissement Largentière. Nachbargemeinden sind Saint-Cirgues-en-Montagne im Norden, Montpezat-sous-Bauzon im Osten, Barnas im Süden und Mazan-l’Abbaye im Westen.

## Bevölkerungsentwicklung
| Jahr                       | 1962 | 1968 | 1975 | 1982 | 1990 | 1999 | 2008 | 2014 |
| -------------------------- | ---- | ---- | ---- | ---- | ---- | ---- | ---- | ---- |
| Einwohner                  | 138  | 123  | 88   | 71   | 43   | 43   | 41   | 48   |
| Quellen: Cassini und INSEE |      |      |      |      |      |      |      |      |